# Victor Moreaux
Pour les articles homonymes, voir Moreaux.

a Compétitions nationales et continentales officielles uniquement.

Dernière mise à jour le 28 mars 2023.
Victor Moreaux, né le 19 septembre 1993 à Moissac (Tarn-et-Garonne), est un joueur français de rugby à XV jouant au poste de deuxième ligne à l'US Montauban.

## Biographie
Né à Moissac, sa famille vit à Montauban mais il part très tôt en Ariège. Victor Moreaux pratique d'abord le football puis se met au rugby à XV au Rugby du Pays d'Olmes,,.
À 13 ans, il mesure 1,93 mètre et joue troisième ligne centre.
Il étudie au lycée Jolimont et intègre le centre de formation du Stade toulousain. 
En 2014, il part au Castres olympique où il est champion de France 2018. 
Licencié en 2020 sans communication officielle du club, il s'engage en juillet 2020 en faveur du Sporting Union Agen Lot-et-Garonne pour une durée d'un an.
En octobre 2021 il rejoint le Racing 92 comme joker médical après la blessure de Baptiste Pesenti.

## Palmarès
- Castres olympique
  - Vainqueur du Championnat de France en 2018

- US Montauban
  - Vainqueur du Championnat de France de 2e division en 2025.